# Moulle
Moulle là một xã trong tỉnh Pas-de-Calais, vùng Hauts-de-France, Pháp.
Moulle có cự ly khoảng 5 miles (8 km) về phía tây bắc Saint-Omer, tại giao lộ D207 và N43.

## Dân số
| 1962                                                              | 1968 | 1975 | 1982 | 1990 | 1999 | 2006 |
| ----------------------------------------------------------------- | ---- | ---- | ---- | ---- | ---- | ---- |
| 790                                                               | 820  | 762  | 828  | 853  | 909  | 938  |
| Số liệu điều tra dân số tính từ năm 1962, dân số chỉ tính một lần |      |      |      |      |      |      |

## Địa điểm nổi bật
- Nhà thờ St. Nicholas, thế kỷ 18.